# Pasión morena
Pasión Morena (trad.: Paixão Morena) é uma telenovela mexicana produzida por Rita Fusaro e Claudio Meilán e exibida pela Azteca entre 25 de maio de 2009 e 5 de fevereiro de 2010. 
Foi protagonizada por Paola Núñez e Víctor González e antagonizada por Anette Michel, Fernando Ciangherotti, Segundo Cernadas e Alberto Guerra.

## Elenco
- Paola Núñez - Morena Madrigal Rueda Vda. de Salomón[2]
- Víctor González - Leo Hernández / Fernando Sirenio
- Anette Michel - Emilia Dumore / Casandra Rodríguez
- Fernando Ciangherotti - Aldo Sirenio
- Ari Telch - Llamita / Flavio Sirenio
- Evangelina Elizondo - Doña Josefina vda de Sirenio
- Alberto Guerra - Ramiro Nergrete
- María Renée Prudencio - Elena de Sirenio
- Andrea Noli - Silvia Rueda
- Víctor Huggo Martin - Roberto Cárdenas
- Segundo Cernadas - Oscar Salomón
- Fernando Sarfatti - Isaac Salomón
- José Alonso - Adolfo Rueda
- Javier Gómez - Lucio Sirenio
- Juan Valentín - Pedro Hernández
- Amaranta Ruiz - Viviana
- Erika de la Rosa - Isela Terán
- Lambda García - Gustavo "Gus-Gus" Sirenio
- María Fernanda Quiroz - Jazmín
- Alejandro Lukini - Ernesto "Neto" Rodríguez
- Sergio Bonilla - Jesús "Chucho"
- Martín Navarrete - Dr. Fernández
- Antonio Gaona - Ángel
- Marcela Guirado - Georgia Madrigal
- Enrique Muñoz - Julio
- Silvia Santoyo - Luisa
- Mar Carrera - Gloria
- Flavio Peniche - "El Perro" Salazar
- Ricardo Palacio - Bermúdez
- Jair de Rubin - "Polo" Secuaz del "El Diablo"
- Emmanuel Morales - "El Chaleco" Secuaz del "El Diablo"
- Luis Palmer - "El Güero"